# Circulo del Arte
Círculo del Arte es un club de coleccionistas y una galería de arte situada en barrio del Borne de Barcelona junto al Museo Picasso y la iglesia de Santa María del Mar. Cuenta con una sala de exposiciones donde regularmente se exhibe obra de artistas y se celebran eventos culturales.
Fue fundado en 1994 e impulsado por un grupo de artistas, editores y galeristas reconocidos internacionalmente, con el propósito de difundir la obra gráfica original de grandes creadores y fomentar el coleccionismo del grabado de alta calidad. 
Entre los impulsores iniciales se encontraban los pintores Antonio Saura y Eduardo Arroyo, el historiador de arte y exdirector del Museo del Prado Francisco Calvo Serraller, el galerista y editor Roland Haenssel de Stuttgart y el editor Hans Meinke, actual director.
En los fondos actuales del club figuran obras de artistas internacionales como Eduardo Chillida, Antoni Tàpies, Joan Miró, Dalí, Joseph Beuys, Antonio Saura, Carlos Saura, Günter Grass, Rafael Canogar, Javier Mariscal, José Hernández, Rafael Alberti, Valerio Adami.
A destacar, la conservación de tres series completas de los históricos grabados de Francisco de Goya, varios ciclos fotográficos de Carlos Saura y diversas colecciones de grabados emblemáticos de Antoni Tàpies y Dalí. 
Esta maravillosa galería fundada por Hans Meinke cerca del Arco de Triunfo se encuentra cerrada. 

### Artículos de prensa
- Sesé, Teresa (2009). «Exposición Carlos Saura 'Mujeres y Monstruos', 'Carlos Saura y las mujeres'». La Vanguardía (Edición de 26 de enero de 2009). Archivado desde el original el 29 de julio de 2009. Consultado el 16 de septiembre de 2009.

- Soler, Jordi (2009). «Exposición Carlos Saura 'Mujeres y Monstruos', Carlos Saura en femenino singular». El País (Edición de 16 de enero de 2009).

- Claudia Cucchiarato (2009). «Exposición Carlos Saura 'Mujeres y Monstruos', io, che cerco le donne e i miracoli». l'Unità.it (Edición de 16 de enero de 2009). (enlace roto disponible en Internet Archive; véase el historial, la primera versión y la última).

- EUROPA PRESS (2009). «Carlos Saura muestra sus imágenes más íntimas en Barcelona». El Mundo (Edición de 15 de enero de 2009).

- «'Obsesiones de Carlos Saura', Galería de Imágenes». El País (Edición de 15 de enero de 2009). 2009.

- «Jetzt kann es jeder sehen». Frankfurter Allgemeine Zeitung 37 (Edición de 20 de marzo de 2008). 2008. (enlace roto disponible en Internet Archive; véase el historial, la primera versión y la última).

### Opinión
- Jordi Soler (2009). «Fotografías». El País (Edición de 25 de febrero de 2009).

- Coca, Cesar (2009). «Entrevista a Hans Meinke». Ideal (Edición de 16 de julio de 2009).